# 制海權
制海權（英語：Command of the sea, Thalassocracy），是一種軍事理論及地緣政治理論，指海軍兵力在一定時間、一定海域內所掌握的控制權。自15-16世紀地理大發現開始，瀕臨海洋並利用海權優勢的國家，開展一系列社會政治以及軍事等活動，誰能掌握海洋就能成為強國，催生全球帝國主義，代表國家有葡萄牙、西班牙、荷蘭、英國、法國。

## 歷史
參見：海軍#海軍思想

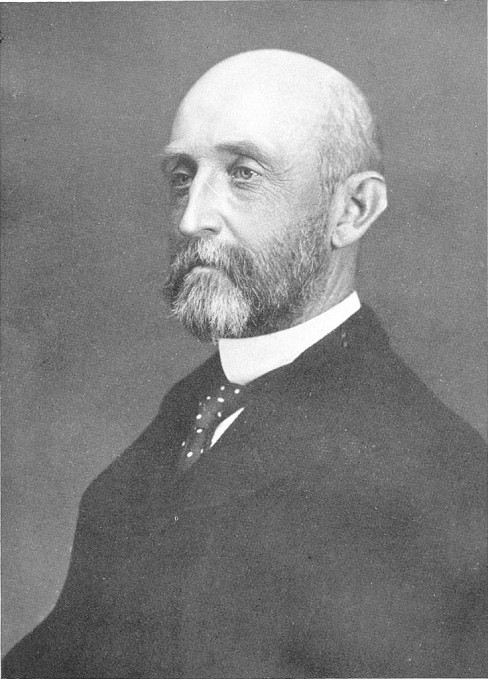
馬漢，現代海權思想先驅。

制海權的概念，自有海戰以來就已存在。若論將其概念形成詞源者，最早可追溯到修昔底德所提出，本義為「海上的權力」（Power of the Sea）。他並解釋為：「大海將賦予人權力，條件是人要知道如何征服與使用它。」

### 海權時代
1615年英國海上冒險家華特·雷利曾撰文「誰控制了海洋，誰就能控制貿易；誰控制了世界貿易，誰就能控制世界財富，進而控制世界本身。」
1890年起，馬漢發表《海權論》系列著作，他認為制海權是國家遂行海權運作的一部分，根據英國海軍發展與海洋霸權歷史，海上力量對於國家繁榮與安全十分重要，若一個國家要成為強國，必須要掌握在海洋上自由行動之能力:43-44；海戰最高原則為削弱乃至毀滅敵人艦隊，並可以由決定性海戰或對港口的封鎖達成；海權論引起了各國注意並廣為流傳。另一位海軍思想家柯白則認為「海戰的目的必須經常是直接或間接地確實獲致制海權，並阻止對方獲致它」，亦提出了制海權必先掌握海上交通線，不論是在軍用，或者商用方面。此後，西方海軍沿用揉合兩者的制海權戰略思想近50年，例如大艦巨炮主義。

### 二戰後
古典海軍軍事理論，在戰術層面部分，多屬帆船時代至地理大發現間的海戰經驗分析。在如今軍事科技的快速發展下，於實戰上已經過時；然而，其核心概念的制海權，是最重要也最基本的概念，所以至今仍是海軍戰略研究的課題。第二次世界大戰後，各國普遍已體認空權之重要，海軍若要對遠程目標進行任務勢必要擁有空中武力。雖然核子武器的出現一度使海軍被認為重要性變低，但軍事理論經過長時間的演進後發現，即使最終進行核子戰爭都不足以完全消除威脅與安全問題，唯一的方法就是派兵佔領敵人領土，而這項任務在當今空運進步的時代仍無法代替海運，海運的工作仍必須由海軍所完成，海權的重要性仍未降低。現今可根據在遠洋、近海和近岸進行作戰的能力分作藍水海軍、綠水海軍和褐水海軍。

## 概念
1. 海戰與陸戰不同：《聯合國海洋法公約》中闡明，世界上的所有海洋，除了當中某些條款規定的特殊海域外，任何國家均得共享，而陸戰的目標是擴大或保有領土的所有權（不論敵方或我方）。所以制海權的目的，是藉由軍事力「奪取」他人在該海域一定時間內的使用權（如航行、鑽探、漁業等），以達到期間內控制該海域的目標。
2. 海權與制海權不同：海權是非內陸國的國家都自然擁有的權利，差異在於因為國力影響下的強弱；制海權則否。
3. 制海權不是零和對策：即使我方使敵方失去海上行動自由，不必然等於我方獲得海上行動自由，必須兩個要件都達成之後，才算真正獲得制海權，否則該海域的使用權歸屬仍然在不確定的爭奪狀態。[14]
4. 完整的制海權，與克勞塞維茨在其著作《戰爭論》中提到的絕對戰爭（英语：Absolute war）一樣，都是哲學的抽象概念，於現實中幾乎不存在。因為制海權的爭奪常處於長時間的膠著，且實際上即使掌控了一定區域的制海權，也不然代表一定可確保完整的海上行動自由，或使敵方完全無法在海上行動。[15]現實中常見的作為是「制海」與「海上拒止」。

## 制海程度
1. 絕對制海（Absolute Control-Command of The Sea）：即完整的制海權。我方在該海域有完全的行動自由，另一方則相反。
2. 有效制海（Working Control）：我方在該海域享有高度的行動自由，而敵方需冒著高度風險。
3. 爭奪制海（Control in Dispute）：雙方都需擔負一定程度風險，為制海作戰時出現機率最高的情況。
4. 敵方有效制海（Enemy Working Control）：我方需冒著高度風險，敵方在該海域享有高度的行動自由。
5. 敵方絕對制海（Enemy Absolute Control-Command of The Sea）：即與絕對制海完全相反的狀況，我方失去制海權。[16][17]